# 手嶋守
手嶋 守（てじま まもる、1979年4月22日 - ）は、日本の経営者。株式会社手嶋屋の代表取締役。東京出身。

## 略歴
1979年、東京都生まれ。東京理科大学理工学部卒業。大学卒業後2002年3月に携帯関連のコンテンツの開発会社として「手嶋屋」を起業。2005年に自社開発のSNSエンジンを「OpenPNE」としてオープンソース化した。

## 著書
- 『図解でわかるiアプリプログラミング』（日本実業出版）
- 『OpenPNEオフィシャルガイドブック』（毎日コミュニケーションズ）
- 『OpenPNE によるSNSサイトの構築』（秀和システム）